# Harry Potter e la pietra filosofale (film)
Harry Potter e la pietra filosofale (Harry Potter and the Philosopher's Stone, distribuito negli Stati Uniti come Harry Potter and the Sorcerer's Stone) è un film del 2001 diretto da Chris Columbus.
Sceneggiato da Steve Kloves, prodotto da David Heyman e distribuito dalla Warner Bros., è l'adattamento cinematografico dell'omonimo romanzo di J. K. Rowling, ed è il primo capitolo cinematografico della saga di Harry Potter.
La storia narra del primo anno di Harry Potter a Hogwarts, dopo aver scoperto di essere un mago famoso e dove inizia la sua istruzione magica. Nel film compaiono Daniel Radcliffe nel ruolo di Harry Potter assieme a Rupert Grint ed Emma Watson in quelli che saranno i migliori amici di Harry, Ron Weasley e Hermione Granger. Il film ha avuto sette seguiti, il primo dei quali è stato La camera dei segreti.
Warner Bros. comprò i diritti del libro nel 1999 per un valore riportato di £1 milione. La produzione ebbe inizio nel Regno Unito nel 2000, con Columbus scelto per dirigere il film da una lista di registi tra i quali comparivano Steven Spielberg e Rob Reiner. J.K. Rowling insistette affinché l'intero cast del film fosse britannico o irlandese così da mantenere l'integrità culturale del libro. Le riprese del film hanno avuto luogo sia ai Leavesden Film Studios sia in luoghi storici nel Regno Unito.
Il film è stato distribuito nelle sale del Regno Unito e degli Stati Uniti nel novembre 2001 ricevendo critiche positive e incassando più di un miliardo di dollari al botteghino mondiale. Il film è stato inoltre candidato a diversi premi, tra i quali gli Oscar per la migliore colonna sonora, migliore scenografia e migliori costumi. Al 2024 è il secondo maggiore incasso della serie dietro al film conclusivo della serie stessa, Harry Potter e i Doni della Morte - Parte 2.

## Trama
Una notte, il potentissimo mago Albus Silente, la strega Minerva McGranitt e il mezzogigante Rubeus Hagrid lasciano un neonato di un anno di nome Harry James Potter, rimasto orfano di entrambi i genitori, James Potter e Lily Evans, al numero 4 di Privet Drive, a Little Whinging, in Inghilterra, sulla porta di casa dei suoi zii materni, Vernon e Petunia Dursley.
Harry trascorre i suoi primi dieci anni di vita infelice in casa Dursley, tormentato dalle angherie del cugino Dudley e dei perfidi zii: dorme nel ripostiglio sotto le scale, posto squallido e pieno di ragni, veste solo con gli enormi vestiti smessi di Dudley e viene trattato come un ospite indesiderato. Col passare degli anni però, Harry si rende conto di essere in grado di fare cose incredibili: nel 1991, nel giorno del compleanno di Dudley, mentre si trova con gli zii in visita allo zoo, solamente guardando un pitone riesce a dialogare con lui e a far sparire il vetro della teca che lo rinchiude, facendo cadere al suo interno il cugino e liberando il serpente dalla sua prigionia. Qualche giorno prima del suo undicesimo compleanno, Harry riceve una misteriosa lettera, che però non riesce a leggere a causa dell'opposizione degli zii. Giorno dopo giorno le lettere, stranamente recapitate da dei gufi, aumentano sempre più, fino a rendere impossibile la vita a Privet Drive. Per sfuggire alle lettere, lo zio Vernon trasferisce tutta la famiglia in una miserabile catapecchia in mezzo al mare, dove pensa di mettersi alle spalle la spiacevole disavventura.
Il giorno del suo undicesimo compleanno, subito dopo la mezzanotte, Harry riceve la visita di Hagrid, che finalmente gli consegna la lettera con la quale scopre di essere un mago e di essere stato ammesso alla Scuola di Magia e Stregoneria di Hogwarts. Hagrid gli rivela che anche i suoi genitori erano stati dei maghi e che, dieci anni prima, erano stati uccisi dal più terribile mago oscuro di tutti i tempi, Lord Voldemort, e non morti in un incidente d'auto come gli era sempre stato fatto credere dagli zii. Harry scopre infine che la singolare cicatrice che porta sulla fronte era la testimonianza del fatto che lui è stato l'unico, quella notte, a sfuggire alla furia di Voldemort: questo evento lo ha reso famoso agli occhi di tutta la comunità magica come il bambino che è sopravvissuto.
Il giorno dopo, Hagrid accompagna Harry a Diagon Alley, una strada di Londra accessibile solamente alla comunità magica, dove il ragazzo ritira un po' del denaro lasciatogli dai genitori nella banca dei maghi, la Gringott, e con esso si procura tutto il necessario per il nuovo anno scolastico. Hagrid, come regalo di compleanno, gli regala una civetta delle nevi, che Harry chiama Edvige. Il ragazzo suscita subito l'ammirazione degli altri maghi quando questi sentono pronunciare il suo nome, tra cui Quirinus Raptor, che sarà il suo futuro professore di Difesa contro le Arti Oscure. Harry viene poi accompagnato da Hagrid alla stazione londinese di King's Cross per prendere il treno in partenza dal binario 9 ¾. Salito sul convoglio, il ragazzo conosce Ron Weasley, anche lui al primo anno di scuola. Durante il viaggio sull’Hogwarts Express, i due incontrano Hermione Granger, una brillante ragazzina all'apparenza molto saccente di famiglia babbana (ovvero nata da genitori senza poteri magici). Fra i tre nasce subito una sincera amicizia. Giunti a scuola, Harry fa la conoscenza anche dell'arrogante e superbo Draco Malfoy: tra i due scatta subito una forte e reciproca antipatia.
Una volta arrivati al castello di Hogwarts, i ragazzi del primo anno vengono sottoposti allo Smistamento: un cappello magico, il Cappello Parlante, legge nella mente di ogni studente e decide a quale delle quattro case della scuola è destinato: Grifondoro (dove finiscono gli studenti più coraggiosi), Corvonero (che predilige gli studenti più intelligenti), Tassorosso (che accoglie gli studenti leali e gran lavoratori) e Serpeverde (casa degli studenti ambiziosi e desiderosi di potere e, storicamente, di quasi tutti i maghi malvagi). Harry, Ron e Hermione vengono assegnati alla casa dei Grifondoro, mentre Draco finisce in quella dei Serpeverde. Harry comincia a frequentare i corsi di magia, tra cui quelli di volo tenute da Madama Bumb, dove si distingue per la sua innata bravura nel volare a cavallo del manico di scopa, cosa che lo farà diventare il nuovo cercatore della squadra di Quidditch dei Grifondoro, il gioco più popolare del mondo magico. Nel corso dell'anno, i tre protagonisti vengono a conoscenza del fatto che sotto una misteriosa botola presente nel castello di Hogwarts è custodita la pietra filosofale, una pietra magica in grado di trasformare qualsiasi metallo in oro puro e di produrre un elisir di lunga vita. I tre si convincono che il severo e antipatico professore di pozioni, nonché capo dei Serpeverde, Severus Piton, il quale nutre una particolare avversione per Harry, voglia rubarla per consegnarla a Voldemort (avvistato nell'adiacente Foresta Proibita mentre beveva sangue di unicorno, noto per le sue proprietà curative) e decidono quindi di intervenire.
I tre amici devono superare diverse prove prima di giungere alla pietra: eludere la guardia di Fuffi, un cane a tre teste; non lasciarsi soffocare dalle radici ramificate del Tranello del Diavolo; sfuggire a uno sciame di chiavi volanti e vincere una partita a scacchi a misura d'uomo. Mentre Hermione rimane ad accudire Ron, caduto dal cavallo al termine della partita a scacchi, il solo Harry giunge alla fine del percorso dove si trova, tra l'altro, lo Specchio delle Brame (in grado di mostrare alla persona che ci si specchia ciò che più desidera), e, aspettandosi di incontrare Piton, incontra invece Raptor e si rende conto che è proprio lui, l'insospettabile professore di Difesa contro le Arti Oscure, a volere la pietra. Raptor gli rivela che era stato proprio lui che aveva cercato di ucciderlo durante la partita di Quidditch, mentre Piton in realtà cercava solo di proteggerlo, e ci sarebbe riuscito se non fosse stato per Hermione, che involontariamente aveva sventato il suo piano provocando l'incendio del mantello di Piton e interrompendo all'ultimo momento il contatto visivo di Raptor su Harry.
Raptor, alla fine, si toglie il turbante che da sempre porta sulla testa: nel retro della sua testa c'è quella di Voldemort, che sopravvive sfruttando come un parassita il corpo del professore perché ha bisogno della pietra filosofale per tornare definitivamente in vita (motivo per cui beveva sangue d'unicorno). Harry cerca di fuggire, ma Raptor gli sbarra la strada dando fuoco ai gradini della stanza. Guardandosi nello specchio, il giovane mago vede la sua stessa immagine riflessa che estrae la pietra filosofale dalla tasca, strizzandogli l'occhio. Cercando di non farsi scoprire, Harry porta la mano alla tasca e sente che si è materializzato qualcosa: si ritrova così ad avere il possesso della pietra filosofale.
Voldemort se ne rende conto e, parlando riflesso nello specchio, cerca di convincerlo a unirsi a lui e a dargli la pietra, promettendogli di riportare in vita i suoi genitori, ma Harry si rifiuta. Raptor si avventa su Harry per ucciderlo, ma quest'ultimo lo riduce inconsapevolmente in polvere, semplicemente toccandolo, nell'atto di difendere sé stesso e la pietra. Quando Harry recupera la pietra e si volta, vede lo spirito di Voldemort che si alza dalla polvere e prende forma. Voldemort scappa via e durante la fuga trapassa Harry, facendolo svenire.
Il giovane mago si risveglia alcuni giorni dopo, in infermeria, dove il professor Silente gli spiega il motivo della sua vittoria: la notte in cui Voldemort assassinò i suoi genitori, l'amore trasmessogli dalla madre Lily con il suo sacrificio lo protesse e, tuttora, quell’incantesimo scorre nelle sue vene; per questo motivo, quel sentimento d’amore intollerabile per Raptor, posseduto da Voldemort, ha reso impossibile al professore di sopportare il suo tocco. Silente gli spiega anche che per il bene di tutti la pietra filosofale è stata distrutta.
Giunge la fine dell'anno scolastico e giunge anche la premiazione della Coppa delle Case, che viene vinta dai Grifondoro grazie a dei punti bonus assegnati all’ultimo a Harry, Ron, Hermione (per il loro eroico atto) e a un altro membro del gruppo, Neville Paciock (uno sfortunato studente che aveva cercato di fermare il trio, ottenendo punti per il suo coraggio), che consentono loro di superare i Serpeverde inizialmente in vantaggio.
Finita la scuola, gli studenti salgono sull'Hogwarts Express per tornare a casa. Poco prima di partire, Hagrid regala a Harry un album fotografico magico dei suoi genitori e gli consiglia, nel caso i suoi zii lo infastidissero, di minacciarli con la magia (anche se i maghi minorenni non possono fare magie fuori dalla scuola, ma questo i Dursley non lo sanno).

## Produzione

### Sviluppo
Nel 1997 il produttore David Heyman era alla ricerca di un libro per ragazzi che potesse essere adattato in un "buon film". La sua idea iniziale era di produrre l'adattamento cinematografico del libro di Diana Wynne Jones The Ogre Downstairs, ma non se ne fece nulla. Il suo staff alla Heyday Films suggerì allora il libro Harry Potter e la pietra filosofale, visto fin dall'inizio da Heyman come un'ottima idea. Heyman propose l'idea alla Warner Bros. e l'anno successivo J.K. Rowling vendette alla compagnia cinematografica i diritti per i primi quattro libri di Harry Potter, per un valore riportato di un milione di sterline. Una specifica richiesta dell'autrice fu che il cast del film fosse interamente britannico, permettendo comunque l'entrata nel cast ad alcuni attori irlandesi, come Richard Harris nel ruolo di Silente, o il futuro casting di attori francesi o dell'Europa dell'est in Harry Potter e il calice di fuoco dove alcuni personaggi del libro sono di nazionalità straniera. La Rowling era inizialmente esitante nel vendere i diritti, perché non voleva "dare il controllo sul futuro della storia" permettendo alla Warner Bros. di creare dei seguiti non autorizzati dall'autrice originale.
Benché Steven Spielberg stesse negoziando per dirigere il film, alla fine declinò l'offerta. Spielberg stesso disse che voleva realizzare o un film d'animazione con l'attore americano Haley Joel Osment come doppiatore di Harry Potter o un film che incorporasse elementi dei libri successivi. Spielberg disse che, a suo parere, c'erano molte aspettative di profitto nel realizzare il film e che questo modo di fare soldi sarebbe stato come "sparare ad anatre in un barile. È come fare una schiacciata. È proprio come ritirare un miliardo di dollari e metterli nel proprio conto bancario. Non c'è nessuna sfida." La Rowling si mantenne estranea alla scelta del regista del film e disse che "tutti quelli che pensano che io abbia potuto (o voluto) porre il veto a Spielberg devono fare manutenzione alla loro Penna Prendiappunti." Heyman ribadì che Spielberg era disponibile a dirigere diverse progetti, come A.I. - Intelligenza artificiale, Minority Report, Memorie di una geisha o Harry Potter, sua la scelta di dedicarsi ad A.I.
Dopo l'abbandono da parte di Spielberg iniziarono le trattative con altri registri tra cui: Chris Columbus, Terry Gilliam, Jonathan Demme, Mike Newell, Alan Parker, Wolfgang Petersen, Rob Reiner, Ivan Reitman, Tim Robbins, Brad Silberling, M. Night Shyamalan e Peter Weir. Petersen e Reiner si tirarono fuori dal progetto nel marzo 2000, quindi la scelta fu ristretta a Silberling, Columbus, Parker e Gilliam. Un'idea della Rowling come regista fu Terry Gilliam, ma la Warner Bros. scelse Columbus, conoscendo bene il suo lavoro in altri film per famiglie come Mamma, ho perso l'aereo e Mrs. Doubtfire - Mammo per sempre. Columbus volle realizzare un film della durata di due ore, affermando che voleva che le scene con i babbani fossero "tetre e tristi," in contrapposizione con il mondo magico "intriso di colori, buon umore e dettagli." Prese ispirazione dall'adattamento di David Lean di Grandi speranze e Le avventure di Oliver Twist.
Steve Kloves venne scelto per scrivere la sceneggiatura del film. Egli descrisse l'adattamento del libro come "difficile", poiché non si prestava bene all'adattamento quanto i due libri successivi. Kloves ricevette spesso delle trame di libri da adattare a film da parte della Warner Bros., molte delle quali mai lette, ma Harry Potter gli balzò all'occhio. Acquistò una copia del libro e divenne un fan della serie. Parlando con la Warner Bros. affermò che il film doveva essere britannico così come i personaggi. Kloves era parecchio nervoso al primo incontro con la Rowling: non voleva apparire come quello che avrebbe "distrutto la sua creatura". La Rowling ammise che era "pronta a odiare questo Steve Kloves" ma ricorda il suo primo incontro con lui così: "La prima volta che lo incontrai mi disse, 'Sai quale è il mio personaggio preferito?' E pensai che fosse Ron. Sapevo che avrebbe detto Ron. Invece disse 'Hermione.' E rimasi di sasso." La Rowling poté avere un largo controllo creativo durante la produzione, fatto che non disturbò Columbus.
L'intenzione iniziale della Warner Bros. era di distribuire il film, in America, il weekend del 4 luglio 2001, creando così un tempo di produzione breve tale da costringere molti candidati registi a non prendere parte al progetto. A causa dei tempi stretti il film fu poi distribuito nelle sale a partire dal 16 novembre 2001.

### Cast
J.K. Rowling insistette personalmente affinché il cast fosse completamente britannico. Susie Figgis venne assunta come direttrice dei casting, collaborando sia con Columbus sia con la Rowling nelle audizioni per la scelta degli interpreti di Harry, Ron e Hermione. I casting vennero aperti pubblicamente per tutti e tre i ruoli, con la partecipazione di soli bambini britannici. Le principali audizioni hanno avuto luogo in tre parti, inizialmente i candidati dovevano leggere una pagina del libro Harry Potter e la pietra filosofale, se richiamati dovevano improvvisare la scena dell'arrivo degli studenti a Hogwarts, infine dovevano interpretare parecchie pagine dalla sceneggiatura di fronte a Columbus. Scene dalla sceneggiatura di Columbus del film Piramide di paura vennero inoltre utilizzate nelle audizioni. L'11 luglio 2000, Figgis abbandona la produzione per il fatto che Columbus non ha considerato nessuno dei migliaia di ragazzi che entrambi avevano audizionato "convenientemente". L'8 agosto 2000 gli sconosciuti Daniel Radcliffe, Emma Watson e Rupert Grint vennero scelti per interpretare Harry Potter, Hermione Granger e Ron Weasley rispettivamente.
- Daniel Radcliffe è Harry Potter, il protagonista della serie. Columbus voleva Radcliffe per questo ruolo sin da quando l'aveva visto nella produzione della BBC di David Copperfield ancora prima dell'apertura dei casting, ma venne raccontato dalla Figgis che i protettivi genitori di Radcliffe non avrebbero voluto che lui avesse la parte.[6] Columbus disse poi che la sua insistenza nel volere Radcliffe è stata la causa delle dimissioni della Figgis.[6] A Radcliffe venne fatta un'audizione nel 2000 dopo che Heyman e Kloves lo incontrarono assieme ai suoi genitori, a Londra, alla produzione di Stones in His Pockets.[27] Heyman e Columbus successivamente convinsero i genitori di Radcliffe che sarebbe stato protetto dall'intrusione dei media e quindi accettarono di fargli interpretare Harry.[6] La Rowling approvò la scelta di Radcliffe affermando che "dopo aver visto un suo test sullo schermo non posso non pensare che Chris Columbus non avrebbe potuto trovare un Harry migliore."[28] Radcliffe venne pagato 1 milione di £ per il film, benché egli pensasse che il compenso non fosse "molto importante".[29] Anche William Moseley, che sarebbe poi stato scritturato come Peter Pevensie in Le cronache di Narnia, venne provinato per il ruolo.[30]
- Rupert Grint è Ron Weasley, il migliore amico di Harry Potter a Hogwarts. L'attore decise che sarebbe stato perfetto per la parte "perché aveva i capelli rossi" ed era un grande fan dei libri.[29] Dopo aver visto una notizia alla trasmissione Newsround in merito all'apertura dei casting inviò un video di sé stesso dove cantava in modo rap il suo desiderio di avere la parte. La sua richiesta fu un successo tale che i responsabili del casting lo invitarono per un colloquio.[29]
- Emma Watson è Hermione Granger, la migliore amica di Harry Potter nonché cervello del trio. L'insegnante di teatro di Emma Watson a Oxford propose il suo nome agli agenti del casting e dovette fare cinque provini prima di ottenere la parte.[31] La Watson prese seriamente le audizioni ma "non ha mai pensato che avrebbe avuto qualche possibilità di ottenere il ruolo."[29] I produttori rimasero impressionati dalla fiducia in sé stessa della Watson e la scelsero tra migliaia di altre ragazze provinate.[32]
- John Cleese è Nick-Quasi-Senza-Testa, il fantasma della casa di Grifondoro.
- Robbie Coltrane è Rubeus Hagrid, mezzogigante e guardiacaccia di Hogwarts. Coltrane fu la prima scelta della Rowling per la parte.[33] Coltrane, già fan dei libri, si preparò al ruolo parlando con J.K. Rowling a proposito del passato e del futuro di Hagrid.[6]
- Warwick Davis è Filius Vitious, insegnante di incantesimi è capo della casa di Corvonero.
- Richard Griffiths è Vernon Dursley, lo zio babbano di Harry.
- Richard Harris è Albus Silente, potente mago e preside della scuola di magia e stregoneria di Hogwarts. Harris inizialmente rifiutò di interpretare Silente, ma cambiò idea dopo che sua nipote gli disse che non gli avrebbe più parlato se non lo avesse interpretato.[34]
- Ian Hart è il Professor Raptor, professore di Difesa contro le Arti Oscure. Per il ruolo era candidato anche l'attore David Thewlis, che però entrerà a far parte della serie più tardi nel film Harry Potter e il prigioniero di Azkaban, nel ruolo di Remus Lupin[35].
- John Hurt è il signor Olivander, il venditore di bacchette magiche.
- Alan Rickman è Severus Piton, insegnante di Pozioni e capo della casa di Serpeverde. Prima di Rickman, era stato selezionato per il ruolo l'attore Tim Roth, che però dovette abbandonare la parte, essendo già impegnato sul set del remake del Pianeta delle Scimmie di Tim Burton[36].
- Fiona Shaw è Petunia Dursley, la zia babbana di Harry.
- Maggie Smith è Minerva McGranitt, professoressa di Trasfigurazione, vicepreside della scuola e capo della casa di Grifondoro. La Smith fu scelta personalmente dalla Rowling per la parte.[33]
- Julie Walters è Molly Weasley, la mamma di Ron. Mostra a Harry come raggiungere il binario 9 ¾. Prima che la Walters ottenesse il ruolo, l'attrice americana Rosie O'Donnell parlò con Columbus a proposito dell'interpretazione di Mrs. Weasley.[37]

Rik Mayall venne assunto per interpretare Pix, un poltergeist a cui piace fare scherzi agli studenti. Mayall registrò tutte le sue battute, ma il personaggio non fu inserito nel montaggio finale.

### Riprese

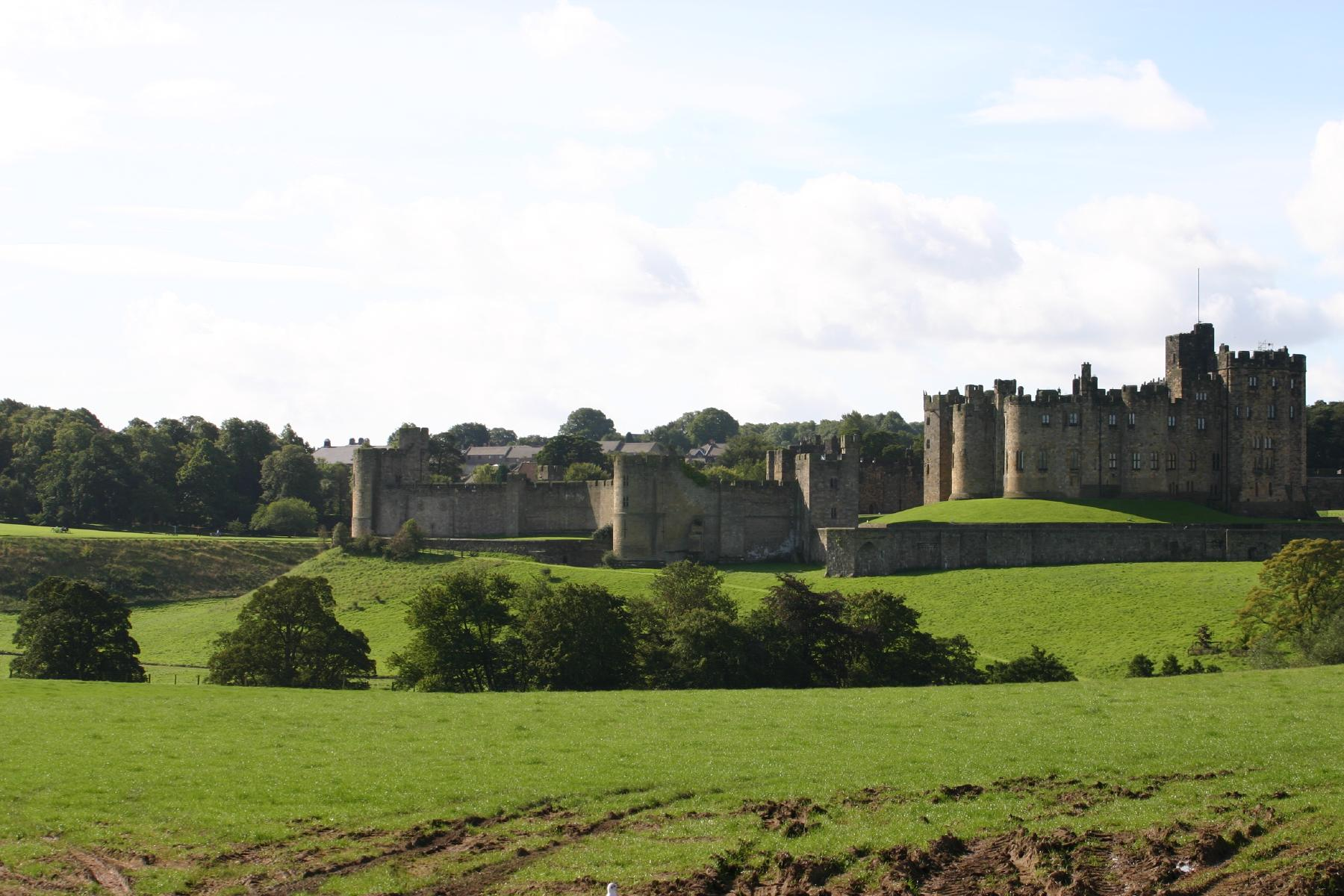
Il castello Alnwick Castle è stato usato come località per girare le scene ambientate a Hogwarts

Due industrie cinematografiche britanniche richiesero ufficialmente che il film venisse girato nel Regno Unito, offrendo la loro assistenza in merito alla sicurezza dei luoghi di ripresa, l'uso dei Leavesden Film Studios così come assistenza nell'applicazione della legge sui ragazzi lavoratori (aggiungendo un lieve numero di ore di lavoro a settimana e rendendo il tempo sul set più flessibile). La Warner Bros. accettò la proposta. Le riprese iniziarono nel settembre 2000 ai Leavesden Film Studios e si conclusero nell'aprile 2001, con l'intero lavoro completato in luglio. Le riprese principali ebbero luogo dal 2 ottobre 2000 alla stazione di Goathland nel North Yorkshire. la Cattedrale di Canterbury e lo Scotland's Inverailort Castle vennero candidati come possibili set per Hogwarts; Canterbury negò le riprese alla Warner Bros., a causa dei contenuti pagani del film. Alnwick Castle e la Cattedrale di Gloucester vennero scelti come set principali per Hogwarts, con alcune scene girate a Harrow School. Altre scene di Hogwarts vennero girate alla Cattedrale di Durham per un periodo di due settimane; tra queste vi sono le scene nei corridoi e alcune lezioni. La Divinity School dell'Università di Oxford è stata utilizzata come infermeria di Hogwarts, e la Duke Humfrey's Library, che fa parte della Biblioteca Bodleiana, è stata usata come biblioteca della scuola. Le riprese delle scene a Privet Drive ebbero luogo a Picket Post Close in Bracknell, Berkshire. Le riprese in strada richiesero due giorni anziché uno come invece programmato, incrementando così il rimborso economico dovuto ai residenti. Tutte le scene ambientate all'interno di Privet Drive vennero girate in un set costruito all'interno dei Leavesden Film Studios, soluzione più economica rispetto alle riprese in esterni. La Australia House di Londra venne scelta come set per la Gringott, mentre Christ Church è stata scelta come sala dei trofei di Hogwarts. Allo zoo di Londra venne girata la scena in cui Harry aizza accidentalmente un serpente contro Dudley, La Stazione di Londra King's Cross è stata utilizzata come indicato nel libro.

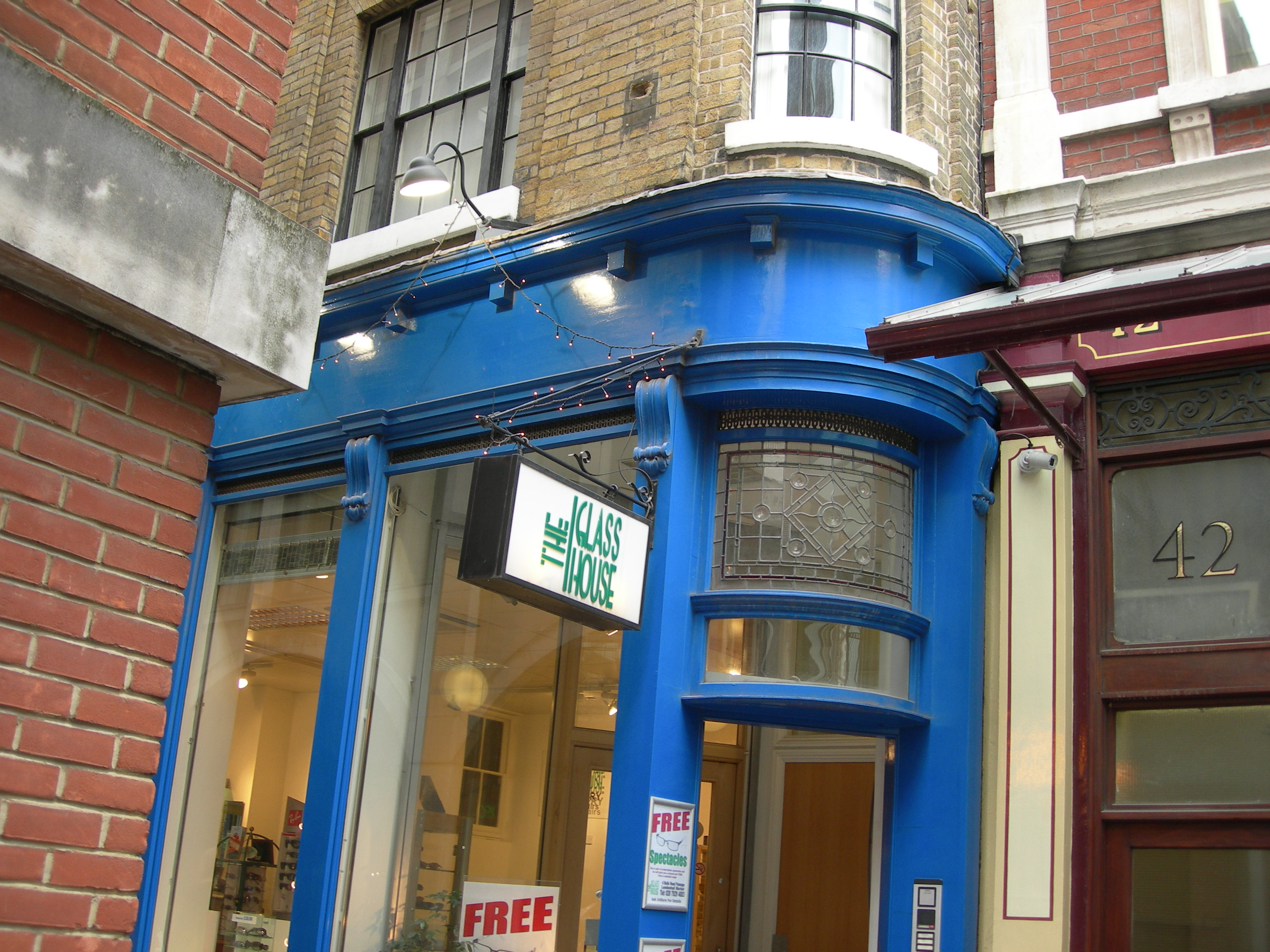
Il negozio londinese usato come set esterno del Paiolo Magico

A causa della lieve differenza tra i titoli americano e inglese del film, tutte le scene in cui veniva menzionata la pietra filosofale sono state girate due volte, una in cui gli attori dicevano "philosopher's" e l'altra invece "sorcerer's". I giovani attori giravano per quattro ore per poi farne tre di scuola. I ragazzi hanno inoltre sviluppato una predilezione per le false ferite a volto create dai responsabili del make up. Daniel Radcliffe ha provato a indossare lenti a contatto verdi in quanto i suoi occhi sono blu e non verdi come quelli di Harry nei libri. Tuttavia non ha potuto in quanto mal sopportava le lenti a contatto.

### Costumi, scenografie ed effetti speciali
Judianna Makovsky è stata la responsabile dei costumi di scena. Ha ridisegnato le divise di Quidditch accantonando l'idea di realizzarle come quelle disegnate sulla copertina americana del libro considerandole un "pasticcio". La nuova divisa creata era "elegante, in stile XIX secolo e con proteggi braccia." Lo scenografo Stuart Craig costruì i set ai Leavesden Studios, tra cui la sala grande di Hogwarts ispirata a molte cattedrali inglesi. Benché inizialmente si volesse utilizzare una vecchia strada esistente come set di Diagon Alley Craig decise di costruire un set composto di architetture in stile Tudor, Georgiano e Queen Anne. L'idea iniziale di Columbus era di utilizzare una combinazione di animatroni e CGI per la realizzazione delle creature magiche presenti nel film, tra cui Fuffy. A Nick Dudman, che aveva già lavorato a Star Wars: Episodio I - La minaccia fantasma, è stato dato il compito di creare le protesi necessarie per il film, con Jim Henson's Creature Shop come fornitore di effetti appositi per le creature. John Coppinger affermò che le creature magiche presenti nel film sono state realizzate parecchie volte. Nel film sono presenti circa 600 riprese con effetti speciali con il coinvolgimento di numerose case di produzione. La Industrial Light & Magic ha creato il volto di Lord Voldemort sulla nuca di Raptor, Rhythm & Hues ha animato il drago Norberto mentre la Sony Pictures Imageworks ha realizzato la scena del Quidditch.

### Scene eliminate
Dal montaggio cinematografico del film sono state eliminate scene per un totale di circa 7 minuti aggiuntivi, poi reinserite nella versione estesa di 159 minuti:
- Dudley prova la sua nuova divisa scolastica di fronte ai genitori Vernon e Petunia; quest'ultima mostra poi a Harry una vecchia divisa di Dudley che sta tingendo di grigio per darla a lui; la scena era presente nel libro.
- Petunia rompe alcune uova trovandoci dentro delle lettere indirizzate a Harry; successivamente si spaventa nel vedere diversi gufi appollaiati fuori dalla finestra.
- Harry e Hagrid, in metropolitana, leggono la lista del materiale scolastico da comprare come nel libro; inoltre Hagrid svela a Harry di aver sempre desiderato un drago.
- Durante la prima lezione di pozioni, Harry, non sapendo rispondere alle domande di Piton, gli propone di lasciar rispondere Hermione, la quale ha la mano alzata, quindi Piton dice con tono sprezzante a Hermione di abbassare la mano, spiega le risposte, ordina alla classe di prendere appunti e toglie cinque punti a Grifondoro. La scena era presente nel libro.
- Harry, Ron e Hermione tornano nel dormitorio dopo l'attacco del Troll.
- Ron si preoccupa per Harry, isolato nella Sala Grande perché immerso nelle riflessioni dello Specchio delle Brame, e gli chiede di stare attento a quell'oggetto.
- Harry, Ron e Hermione, nella Sala Grande, discutono degli esami e di Nicholas Flamel, interrotti da Neville con le gambe bloccate dall'incantesimo della Pastoia scagliata da Malfoy. La scena era presente nel libro.

In un'intervista concessa a TheWrap, il regista Chris Columbus ha confermato l'esistenza di una versione del film della durata di 172 minuti, proiettata durante un'anteprima a Chicago nel 2001.

## Colonna sonora

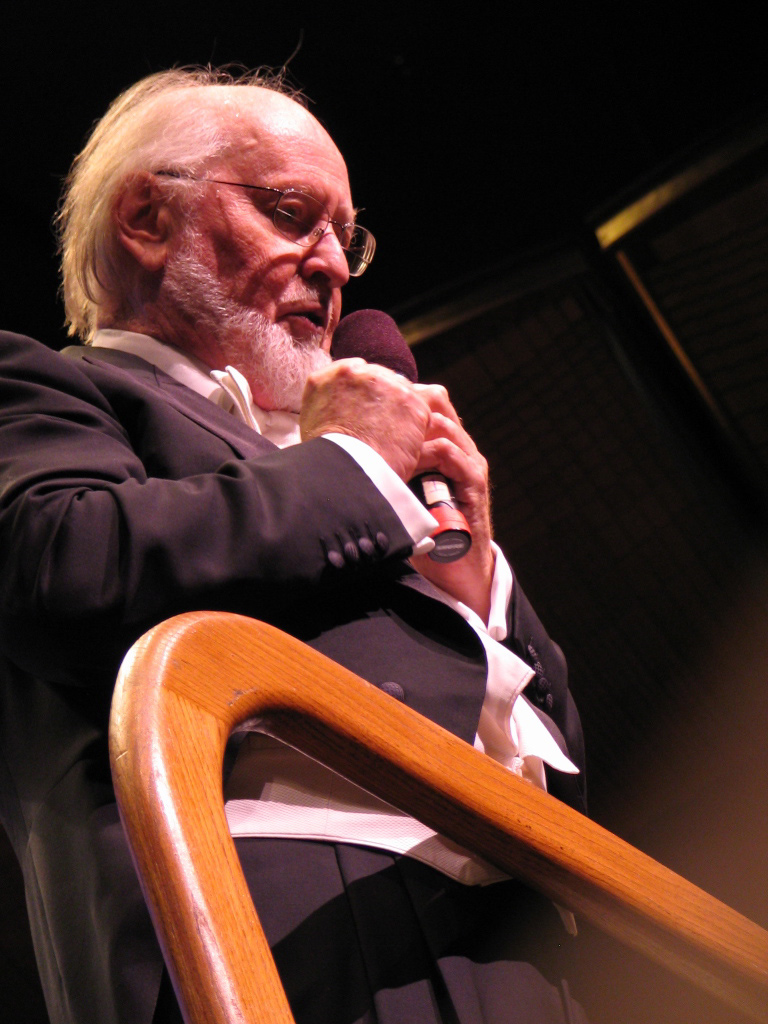
Il compositore John Williams

John Williams venne scelto per comporre la colonna sonora del film. Williams lavorò alla composizione nelle sue case di Los Angeles e Tanglewood prima di effettuare le registrazione a Londra nell'agosto 2001. Uno dei temi principali è chiamato "Hedwig's Theme" (Il tema di Edvige); Williams ritenne che il suo lavoro concluso "piacesse un po' a tutti". La colonna sonora uscì sul mercato il 30 ottobre 2001 su CD.

## Promozione
Il primo teaser poster è stato distribuito il giorno di Capodanno 2001. Il primo teaser trailer è stato invece mostrato via satellite il 2 marzo 2001 debuttando poi al cinema allegato al film Spot - Supercane anticrimine.

## Distribuzione

### Data di uscita
II film è uscito negli USA, in Canada, in Irlanda e nel Regno Unito il 16 novembre 2001, in Giappone il 1º dicembre 2001, in Francia e Venezuela il 5 dicembre 2001, in Slovenia, Perù e Italia il 6 dicembre 2001.
In Italia, il film è stato riproposto nelle sale cinematografiche dall'8 al 12 dicembre 2021, in occasione del ventesimo anniversario dall'uscita.

### Adattamento italiano
L'edizione italiana del film è stata curata da Francesco Vairano, direttore del doppiaggio e anche autore di dialoghi, con l'assistenza di Roberta Schiavon. Il doppiaggio italiano, invece, venne eseguito dalla SEFIT-CDC presso la International Recording.

### Edizioni home video
La Warner Bros. distribuì il film in VHS e DVD a partire dall'11 febbraio 2002 in una parte del Regno Unito, l'11 maggio 2002 nella restante parte e il 28 maggio 2002 negli Stati Uniti e il 25 settembre in Italia. Verrà successivamente distribuita una ultimate edition negli Stati Uniti in Blu-ray e DVD comprendente un DVD dedicato agli extra, i primi screen-test dei giovani attori, una versione estesa del film con le scene eliminate inserite, lo speciale Creating the World of Harry Potter Part 1: The Magic Begins e un libro di 48 pagine. La versione estesa del film è di circa 159 minuti ed era già stata vista in alcune trasmissioni televisive del film.

## Accoglienza

### Incassi
Il film è stato presentato in anteprima mondiale il 4 novembre 2001 a Leicester Square di Londra con il cinema decorato per assomigliare alla scuola di Hogwarts, avendo un ottimo riscontro al botteghino.
Negli Stati Uniti ha incassato 32.3 milioni di dollari nel giorno di apertura, battendo il record di incasso giornaliero precedentemente detenuto da Star Wars: Episodio I - La minaccia fantasma - non tenendo conto dell'inflazione. Il secondo giorno dall'uscita, l'incasso del film aveva raggiunto i 33.5 milioni di dollari, battendo di nuovo il record per il migliore incasso giornaliero. In totale ha incassato 90.3 milioni di dollari nel suo primo fine settimana di programmazione, battendo anche il record per il più alto weekend di apertura di tutti i tempi prima detenuto da Il mondo perduto - Jurassic Park. Ha tenuto il record fino al maggio successivo quando Spider-Man ha fatto $ 114.800.000 nel suo fine settimana di apertura. Risultati simili sono stati ottenuti in tutto il mondo. Nel Regno Unito Harry Potter e la Pietra Filosofale ha battuto il record per il miglior weekend di apertura, sia includendo (£ 16.300.000) che escludendole (£ 9.800.000). Il film incasserà £ 66.100.000 nel solo Regno Unito, rendendolo il secondo film di maggior incasso del paese di tutti i tempi (dopo Titanic, fino a quando entrambi sono stati superati da Mamma mia!.
Il film ha incassato 974755371 $ al box office mondiale, di cui 317575550 $ in Nordamerica e 657179821 $ altrove, divenendo, all'epoca, il secondo film di maggior incasso nella storia oltre che il maggior incasso dell'anno.
Le successive riedizioni hanno portato l'incasso complessivo a 1037913579 $, diventando il secondo maggior incasso della saga ad oggi dopo Harry Potter e i Doni della Morte - Parte 2. Con un totale di 27183576 €, è il 24º film col maggiore incasso in Italia.

### Critica
Il film ricevette revisioni positive da parte della critica, ottenendo un 81% di "Freschezza" su Rotten Tomatoes, con un voto medio di 7,1/10 basato su 202 recensioni critiche professionali. A tal proposito si disse, "Essere così fedele al libro è al tempo stesso la forza e la debolezza del film. Il film si svolge esattamente come scritto nel libro, per cui vi è poco spazio per sorprese o scoperte. Per i fan di Harry Potter, che cosa altro si può chiedere di più?". Su Metacritic ha un punteggio di 65/100 riportando 37 "recensioni generalmente positive". Roger Ebert ha definito il film "un classico," dando al film quattro stelle su quattro lodando in particolar modo gli effetti visivi della scena del Quidditch. A queste lodi fanno eco quello dei critici di The Telegraph e Empire, con Alan Morrison che l'ha definita come la "scena di spicco". Anche Brian Linder di IGN ha dato al film una critica positiva concludendo però con  "Non è perfetto, ma per me è un bel complemento di una serie di libri che amo". Pur criticando la mezz'ora finale, Jeanne Aufmuth di Palo Alto Online ha dichiarato che il film potrebbe "incantare anche il più cinico degli spettatori ". Il recensore di USA Today Claudia Puig ha dato al film tre stelle su quattro, lodando soprattutto il set e l'interpretazione di Robbie Coltrane nei panni di Hagrid, ma ha criticato la colonna sonora di John Williams concludendo con " in ultima analisi, molti dei lettori del libro avrebbero desiderato una rappresentazione più magica." Le scenografie, il design, gli effetti speciali e il cast principale sono stati tutti apprezzati da Kirk Honeycutt di The Hollywood Reporter, anche se ha ritenuto la composizione di John Williams "un grande fragore, un carillon che semplicemente non taceva ". Todd McCarthy di Variety ha paragonato il film positivamente con Via col vento affermando che "la sceneggiatura è fedele, gli attori giusti, il set, i costumi, il trucco e gli effetti corrispondono e talvolta superano qualsiasi cosa si possa immaginare ". Jonathan Foreman del New York Post ha ricordato che il film era" straordinariamente fedele "alla sua controparte letteraria oltre che "adeguatamente divertente nella sua durata."
Richard Corliss del TIME ha considerato il film un "adattamento per far soldi", criticando il ritmo e il "carisma" degli attori protagonisti. Secondo Paul Tatara della CNN Columbus e Kloves "sono così attenti a non offendere nessuno con l'eliminazione di passi del libro, la narratizione è più simile a un raduno nella testa della Rowling " Nathaniel Rogers di The Film Experience ha dato al film una recensione negativa e ha scritto: "Harry Potter e la pietra filosofale è così blando che non potrebbe esserlo di più ". Ed Gonzalez di Slant Magazine avrebbe voluto che il film fosse stato diretto da Tim Burton, trovando la trasposizione cinematografica "blanda e afosa". Elvis Mitchell del The New York Times è stato fortemente negativo nei confronti del film con affermazioni come " [il film] è come un parco a tema vecchio di qualche anno, con giostre che fanno rumore in cui si sente la fatica del metallo ogni volta che si prende una curva." Dice che soffre di "una mancanza di immaginazione" e "personaggi statici come legno, il Cappello Parlante ha più personalità di ogni altra cosa nel film."

## Riconoscimenti
Il film ha ricevuto tre candidature al Premio Oscar: miglior scenografia, migliori costumi e migliore colonna sonora a John Williams. Il film è stato anche candidato a sette premi BAFTA. Questi erano: miglior film britannico, miglior attore non protagonista per Robbie Coltrane, nonché i premi per i migliori costumi, design, scenografia, trucco e parrucco, audio ed effetti speciali. Il film ha vinto un Saturn Award per i migliori costumi, ed è stato candidato per altri otto premi. Ha vinto altri premi dalla Casting Society of America e della Costume Designers Guild. È stato candidato per l'AFI Film Award per gli effetti speciali, e per l'Art Directors Guild Award per il design di produzione. Ha ricevuto il Broadcast Film Critics Award come miglior film per famiglie ed è stato inoltre candidato per la migliore interpretazione di un bambino per Daniel Radcliffe e miglior compositore a John Williams.
- 2002 - Premio Oscar
  - Nomination Migliori costumi a Judianna Makovsky
  - Nomination Migliore scenografia a Stuart Craig e Stephenie McMillan
  - Nomination Miglior colonna sonora a John Williams
- 2002 - Premio BAFTA
  - Nomination Miglior film britannico a David Heyman e Chris Columbus
  - Nomination Miglior film (Premio dei bambini) a David Heyman, Chris Columbus e Steve Kloves
  - Nomination Miglior attore non protagonista a Robbie Coltrane
  - Nomination Migliori costumi a Judianna Makovsky
  - Nomination Migliore scenografia a Stuart Craig
  - Nomination Miglior trucco a Nick Dudman, Eithne Fennel e Amanda Knight
  - Nomination Miglior sonoro a John Midgley, Eddy Joseph, Ray Merrin, Graham Daniel e Adam Daniel
  - Nomination Migliori effetti speciali a Robert Legato, Nick Davis, Roger Guyett e John Richardson
- 2002 - Empire Awards[99]
  - Nomination Miglior film
  - Nomination Miglior debutto a Daniel Radcliffe, Rupert Grint e Emma Watson
- 2006 - Empire Awards
  - Premio Speciale (Per il contributo al Cinema Britannico)
- 2002 - MTV Movie Awards[100]
  - Nomination Miglior performance rivelazione maschile a Daniel Radcliffe
- 2001 - Satellite Award[101]
  - Miglior attore debuttante a Rupert Grint
  - Nomination Miglior film d'animazione o a tecnica mista
  - Nomination Miglior montaggio a Richard Francis-Bruce
  - Nomination Migliore scenografia a Stuart Craig
  - Nomination Migliori effetti speciali a Robert Legato, Nick Davis, Roger Guyett e John Richardson
- 2002 - Saturn Award[93]
  - Migliori costumi a Judianna Makovsky
  - Nomination Miglior film fantasy
  - Nomination Migliore regia a Chris Columbus
  - Nomination Miglior attore non protagonista a Robbie Coltrane
  - Nomination Miglior attrice non protagonista a Maggie Smith
  - Nomination Miglior attore emergente a Daniel Radcliffe
  - Nomination Miglior attore emergente a Emma Watson
  - Nomination Miglior trucco a Nick Dudman, Mark Coulier e John Lambert
  - Nomination Migliori effetti speciali a Robert Legato, Nick Davis, Roger Guyett e John Richardson
- 2002 - Premio Amanda[102]
  - Nomination Miglior film straniero a Chris Columbus
- 2002 - Awards of the Japanese Academy[103]
  - Nomination Miglior film straniero
- 2001 - Bogey Awards[104]
  - Bogey Award in Titanio
- 2001 - Critics' Choice Movie Award[98]
  - Miglior film per la famiglia
  - Nomination Miglior giovane interprete a Daniel Radcliffe
  - Nomination Miglior colonna sonora a John Williams
- 2012 - Critics' Choice Movie Award
  - Nomination Miglior film affiliante
- 2002 - Evening Standard British Film Awards[105]
  - Miglior uso tecnico/artistico a Stuart Craig
- 2003 - Grammy Award[106]
  - Nomination Miglior colonna sonora a John Williams
- 2002 - Premio Hugo[107]
  - Nomination Miglior rappresentazione drammatica
- 2001 - Phoenix Film Critics Society Awards[108]
  - Miglior film per la famiglia
  - Nomination Miglior esordiente a Daniel Radcliffe
  - Nomination Miglior performance giovanile a Emma Watson
  - Nomination Migliori costumi a Judianna Makovsky
  - Nomination Miglior colonna sonora originale a John Williams
  - Nomination Miglior scenografia a Stuart Craig
  - Nomination Migliori effetti visivi a Robert Legato, Nick Davis, John Richardson e Roger Guyett
- 2002 - AFI Award
  - Nomination Effetti speciali dell'anno a Robert Legato, Nick Davis e Roger Guyett
- 2002 - Eddie Award[109]
  - Nomination Miglior montaggio in un film drammatico a Richard Francis-Bruce
- 2002 - BMI Film & TV Award[110]
  - Miglior colonna sonora a John Williams
- 2002 - Artios Award[94]
  - Miglior casting per un film commedia a Jane Jenkins e Janet Hirshenson
- 2002 - Golden Trailer Awards
  - Nomination Miglior film d'animazione/per la famiglia
- 2002 - Kids' Choice Awards[111]
  - Nomination Miglior film
- 2001 - Las Vegas Film Critics Society Awards[112]
  - Miglior film per la famiglia
- 2002 - Golden Reel Award[113]
  - Nomination Miglior montaggio sonoro in un film straniero a Eddy Joseph, Martin Cantwell, Nick Lowe, Colin Ritchie e Peter Holt
- 2013 - People's Choice Awards
  - Nomination Miglior saga
- 2002 - Teen Choice Awards[114]
  - Nomination Miglior film d'azione/di avventura/drammatico
- 2002 - Young Artist Awards[115]
  - Miglior attrice giovane a Emma Watson
  - Attore più promettente a Rupert Grint
  - Nomination Miglior film drammatico per la famiglia
  - Nomination Miglior attore giovane non protagonista a Tom Felton
- 2002 - Art Directors Guild[97]
  - Nomination Miglior scenografia
- 2012 - Art Directors Guild
  - Contributo alla cinematica immaginaria
- 2001 - Awards Circuit Community Awards
  - Nomination Miglior colonna sonora a John Williams
  - Nomination Miglior effetti visivi
- 2002 - Costume Designers Guild Award[95]
  - Migliori costumi in un film fantasy a Judianna Makovsky
- 2002 - Online Film & Television Association
  - Nomination Miglior performance giovanile a Rupert Grint
  - Nomination Miglior performance giovanile a Daniel Radcliffe
  - Nomination Miglior sceneggiatura originale a Steve Kloves
  - Nomination Miglior scenografia
  - Nomination Migliori costumi a Judianna Makovsky
  - Nomination Miglior trucco e acconciature a Mark Coulier, Nick Dudman, Eithne Fennel, Amanda Knight e Chris Lyons
  - Nomination Migliori effetti visivi a Robert Legato, Nick Davis, Roger Guyett e John Richardson
  - Nomination Miglior website ufficiale
- 2002 - PGA Awards
  - Nomination Miglior produttore

## Differenze rispetto al romanzo
Il regista Columbus ha ripetutamente collaborato con l'autrice del romanzo J.K. Rowling per assicurarsi di svolgere al meglio la trasposizione cinematografica. Lo sceneggiatore Kloves parla del film come "veramente fedele" al libro anche se con l'aggiunta di alcuni dialoghi tutti preventivamente approvati dalla Rowling. Una delle modifiche inizialmente presenti nella sceneggiatura è stata rimossa dopo che la Rowling ha affermato che sarebbe stata in contrasto con un evento che sarebbe accaduto nel libro, non ancora pubblicato, Harry Potter e l'Ordine della Fenice.
Norberto nel film viene spedito da Silente in Romania, mentre nel libro sono Harry e Hermione a portarlo agli amici di Charlie Weasley. La Rowling descrisse la scena come «una di quelle parti del libro facilmente modificabili».  Fiorenzo il centauro, descritto con lunghi capelli biondi, nella versione cinematografica è più oscuro.
La figura di Pix, così come nel resto della serie cinematografica, è assente.

## Altri media
È stato realizzato anche un omonimo videogioco basato sul film, venduto a partire dal 15 novembre 2001 da parte della Electronic Arts per numerose console. Un ulteriore videogioco, per GameCube, PlayStation 2 e Xbox è uscito nel 2003.

## Merchandising
La Mattel ottenne i diritti per produrre giocattoli basati sul film vendibili esclusivamente nei negozi della Warner Bros. Anche la Hasbro ha realizzato alcuni prodotti basandosi su quelli presenti nel film. La Warner Bros. firmò un contratto di 150 milioni $ con la Coca-Cola per promuovere il film, e con la LEGO per le realizzazione della serie LEGO Harry Potter da costruire basata sugli scenari del film e del videogioco  LEGO Creator: Harry Potter.

## Sequel
Il film ha avuto sette seguiti nell'arco di dieci anni. Essi sono:
- Harry Potter e la camera dei segreti (2002)
- Harry Potter e il prigioniero di Azkaban (2004)
- Harry Potter e il calice di fuoco (2005)
- Harry Potter e l'Ordine della Fenice (2007)
- Harry Potter e il principe mezzosangue (2009)
- Harry Potter e i Doni della Morte - Parte 1 (2010)
- Harry Potter e i Doni della Morte - Parte 2 (2011)